# ایمان انصاری
ایمان انصاری کشتی‌گیر فرنگی‌کار ایرانی است.
از افتخارات وی می‌توان به قهرمانی کشور در کشتی‌فرنگی کسب مدال برنز در جام تختی قهرمانی مسابقات اوپن انتخابی تیم ملی کشتی فرنگی و قهرمانی در مسابقات کشوری کارگران نیز اشاره کرد.
همچنین وی ۵ سال عضو تیم ملی کشتی فرنگی ایران در وزن ۸۷ کیلوگرم نیز بوده است.

## فعالیت حرفه‌ای ورزشی
- قهرمانی کشور در چند وزن
- مدال برنز جام بین المللی تختی در وزن ۸۲ کیلوگرم
- قهرمانی مسابقات اوپن در وزن ۸۲ کیلوگرم
- قهرمانی مسابقات اوپن در وزن ۹۷ کیلوگرم
- قهرمان مسابقات کشوری کارگران در چندین وزن
- قهرمانی استان تهران در چندین وزن
- ۵ سال عضو تیم ملی در وزن ۸۷ کیلوگرم